# Perilampidae
Die Perilampidae bilden eine Hautflüglerfamilie innerhalb der Überfamilie der Erzwespen (Chalcidoidea).

## Taxonomie
Die Typusgattung ist Perilampus Latreille, 1809. Aufgrund molekularbiologischer und morphologischer Studien von Heraty, Derafshan und Moghaddam (2019) wurden die Unterfamilien Chrysolampinae und Philomidinae ausgegliedert und in einer eigenständigen Familie Chrysolampidae zusammengefasst.

## Merkmale
Die Perilampidae sind 1,3–5,5 mm große Erzwespen. Sie gehören gemeinsam mit den Chrysolampidae, Eucharitidae und Eutrichosomatidae zu einer Klade, deren erstes Larvenstadium planidial ist, also stark sklerotisiert mit funktionalen Beinen oder anderen Hilfsmitteln, sich fortzubewegen. Der Prepectus liegt meist auf der gleichen Ebene wie das Pronotum und ist mit diesem verschmolzen. Die Marginalader der Vorderflügel ist moderat lang, die Postmarginal- und Stigmaladern sind kurz.

## Verbreitung
Die Perilampidae sind weltweit verbreitet.

## Lebensweise
Die Imagines legen ihre Eier an Pflanzen ab, häufig an Blüten, welche von ihren Wirtsinsekten besucht werden. Nach dem Schlüpfen haften sich die Larven an Imagines ihrer Wirtsarten, die sie in ihre Nester transportieren. Dort parasitieren sie als Ektoparasiten die Wirtslarven. Gewöhnlich wird der Wirt erst im Präpuppenstadium getötet. Zu den Wirten gehören Solitäre Faltenwespen sowie holzbohrende Käferlarven aus den Familien Ptinidae und Platypodidae sowie aus der Unterfamilie der Borkenkäfer. Viele Arten sind Hyperparasiten. Sie bekämpfen zuerst konkurrierende Endoparasitenlarven (Schlupfwespen oder Raupenfliegen) innerhalb ihrer Primärwirtslarve.

## Innere Systematik
Zu den Perilampidae gehören folgende Gattungen.
- Burksilampus Boucek, 1978 – 1 Art (B. anobii); Nearktis
- Euperilampus Walker, 1871 – 19 Arten; weltweit
- Krombeinius Boucek, 1978 – 8 Arten; Afrotropis, Orientalis, Wallacea
- Monacon Waterston, 1922 – 27 Arten; Afrotropis, Australasien, Orientalis
- Perilampus Latreille, 1809 – 158 Arten; weltweit
- Sericops Kriechbaumer, 1894 – 1 Art (S. fasciata); Afrotropis
- Steffanolampus Peck, 1974 – 1 Art (S. salicetum); Nearktis, Mitteleuropa

Die Gattung Jambiya Heraty & Darling, 2007 – 1 Art (J. vanharteni) gehört zu der oben genannten Planidia-Klade, wird jedoch aufgrund der mutmaßlichen Schwesterbeziehung zu den anderen Taxa gegenwärtig innerhalb der Klade als incertae sedis behandelt.